# Casalotti

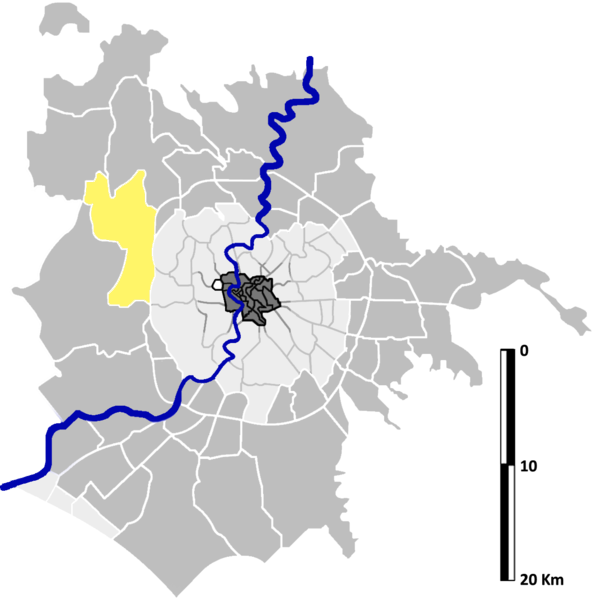
Localisation de Casalotti sur la carte administrative de Rome.

Casalotti est une zona di Roma (zone de Rome) située à l'ouest de Rome dans l'Agro Romano en Italie. Elle est désignée dans la nomenclature administrative par Z.XLVIII et fait partie des Municipio XVIII et XIX. Sa population est de 37 052 habitants répartis sur une superficie de 44,38 km2.

## Histoire
Cette zone tient son nom de sa rue principale, la via di Casalotti.

## Lieux particuliers
- La villa romaine de via di Casalotti datant du IIe siècle.
- Le château médiéval de Porcareccia
- Église Santa Maria di Loreto a Casalotti
- Église Santa Maria di Nazareth
- Église Santa Rita da Cascia,
- Église Santa Gemma Galgani
- Église Santa Maria
- Église Santi Marco e Pio X
- La fontaine du Carrosse